# Ервин Ниц
Ервин Петер Ниц или Едвард Пјотр Ниц (24. мај 1914. – 1. мај 1988) био је пољски фудбалер који је играо на позицији везног играча.
Ниц је рођен 24. маја 1914. године у Катовицама. Крајем 1930-их је играо за Полонију, а такође је представљао и пољску фудбалску репрезентацију. Учествовао је у једној од утакмица са највише голова у историји Светског првенства у фудбалу, поразу од Бразила резултатом 5 : 6 5. јуна 1938. у Стразбуру током Светског првенства у фудбалу 1938. године.
Током Другог светског рата, Ниц се вратио у Горњу Шлезију, где је неко време играо за немачки мањински тим Катовице. Позван у немачку војску, наставио је каријеру у војним тимовима Луфтвафеа и гарнизону Берлина.
После рата, Ниц, за разлику од многих својих колега шлеско-немачких фудбалера, остао је у својој домовини под комунистичком Пољском. У почетку је имао много проблема са комунистичком владом, која га је сматрала издајником. Међутим, група играча из Кракова и Варшаве тврдила је да никада није издао Пољску и да је активно подржавао пољске подземне организације.